# Tetraopes melanurus
Tetraopes melanurus là một loài bọ cánh cứng trong họ Cerambycidae.